# Arnold Schaack
Arnold Schaack (* 20. März 1912 in Mersch; † 4. März 1991 ebenda) war ein luxemburgischer Radrennfahrer.

## Sportliche Laufbahn
Schaack war im Straßenradsport und im Querfeldeinrennen (heutige Bezeichnung Cyclocross) aktiv. 1932 wurde er Vizemeister Luxemburgs im Querfeldeinrennen hinter Jean-Pierre Muller. Im Critérium International de Cyclo-cross (dem Vorläufer der Cyclocross-Weltmeisterschaften) kam er auf den 10. Platz. 1935 wurde er Vizemeister im Straßenrennen bei den Unabhängigen hinter Mathias Clemens. Im Etappenrennen Grand Prix François Faber 1931 wurde er Zweiter hinter Carlo Zandona, 1934 Zweiter hinter Arsène Mersch. 1935 siegte er im Grand Prix Dopolavoro.